# NAMCO ARCADE
『NAMCO ARCADE』（ナムコアーケード）とは、バンダイナムコエンターテインメントから発売されたスマートフォン用ソフト。

## 概要
1980年代のナムコアーケードゲームが収録されている。エミュレータによるプレイで、仮想パッドによる操作。
2012年1月26日にiOS向けに配信開始。対応機種はiPhone 4以降、iPod touch第4世代以降、iPad 2以降。
2015年4月には、Android向けも配信開始。同年5月8日にver.1.0.3へのバージョンアップが行われ、以降はAndroid 4.2以上対応となった。
アプリ本体は無料で1日1回のフリープレイが可能なほか、アドオン購入でプレイコインや任意のゲームの買い切り、無敵・残数無限といった補助機能の追加が可能。また週替わりでタイトルが替わる「オンラインランキング」が開催され、実施中ランキングの上位入賞者と各タイトル一名ずつのリプレイを、「EXPERT DEMO」にて閲覧できる。
作品はバージョンアップ毎に追加される。Twitterで配信希望タイトルのリクエストが行われた（既に終了）。
2016年3月15日、サービス終了。以降は毎日1回のフリープレイと、購入済みアイテムは利用可能。トーナメントは開催されず、ショップ購入も不可。

## 収録作品
- ゼビウス
- ドルアーガの塔
- モトス
- フォゾン

2012年3月13日追加
- パックマン
- パックランド
- ローリングサンダー

2012年4月20日追加
- ギャラガ

2013年2月28日追加
- スターブレード

2014年6月5日追加
- ドラゴンバスター